# 地域連合
地域連合（ちいきれんごう、Landschaftsverband）は、ドイツのいくつかの連邦州において、公法に基づく地方自治体の法人（公社）または地方自治体が参加する連合を指す。
ただし、名前の「地域」部分は、自然空間や地理的空間という意味ではなく、かつての支配領地が「地域（Landschaft）」と呼ばれていたことに由来する。

## 解説
一例として、ハイルブロン＝フランケン地域連合など。
- ノルトライン＝ヴェストファーレン州の地域連合は、公法に基づく法人であり、地区と独立市が会員となる公社である。旧プロイセン州の州協会に遡り、今日では州で 3 番目 (トップ) の自治体レベルを形成している[1]。
- ニーダーザクセン州の地域連合は、郡、市、文化団体、および法人として存続している旧ハノーファー王国がメンバーである登録協会であり、国や自治体に代わって地域の文化維持に責任を負っている[2]。
- メクレンブルク＝フォアポンメルン州の憲法第75条では、州内の2つの地域の文化遺産を維持するために地域協会を形成する可能性を規定しているが[3]、州議会はこの選択肢を利用していない。

## 参考
- ドイツの地方自治
- 第 2 章 ドイツの地方税財政制度 - 財務省